# Moimentinha
Moimentinha é uma povoação portuguesa sede da Freguesia de Moimentinha do Município de Trancoso, freguesia com 6,53 km² de área e 173 habitantes (censo de 2021), tendo, por isso, uma densidade populacional de 26,5 hab./km².

## Demografia
A população registada nos censos foi:
| Distribuição da População por Grupos Etários | Distribuição da População por Grupos Etários | Distribuição da População por Grupos Etários | Distribuição da População por Grupos Etários | Distribuição da População por Grupos Etários |
| -------------------------------------------- | -------------------------------------------- | -------------------------------------------- | -------------------------------------------- | -------------------------------------------- |
| Ano                                          | 0-14 Anos                                    | 15-24 Anos                                   | 25-64 Anos                                   | > 65 Anos                                    |
| 2001                                         | 33                                           | 31                                           | 100                                          | 69                                           |
| 2011                                         | 27                                           | 17                                           | 107                                          | 78                                           |
| 2021                                         | 13                                           | 16                                           | 79                                           | 65                                           |